# Подлипский, Олег Константинович
Олег Константинович Подлипский (р. 1978,  СССР) — доцент кафедры высшей математики МФТИ, кандидат физико-математических наук (2005), известный деятель олимпиадного движения для школьников по математике, соавтор ряда учебных пособий по данному направлению. Лауреат Премии Правительства РФ в области образования (2010).

## Биография
Окончил факультет управления и прикладной математики МФТИ в 2001 г.
В 2005 г. под руководством проф. Г.Н. Яковлева защитил диссертацию «Решение задач классификации при двух оценках по каждому признаку для построения полных баз экспертных знаний» на звание кандидата физико-математических наук (05.13.18).
Преподаёт на кафедре высшей математики МФТИ, доцент.
Олег Константинович также много внимания уделяет олимпиадному движению школьников в физико-математических науках:
- сотрудник Лаборатории МФТИ по работе с одарёнными детьми,
- заместитель председателя Центральной предметно-методической комиссии по математике Всероссийской олимпиады школьников
- соавтор целого ряда книг и статей по данному направлению (см. библиографию).

С 1995 года работает в физико-математическом лицее № 5 г. Долгопрудный.
В 2010 году удостоен (совм. с Н. А. Агахановым, Д. А. Александровым, И. И. Богдановым, П. А. Кожевниковым, С. М. Козелом, Ю. А. Самарским, В. П. Слободяниным, Д. А. Терёшиным) премии Правительства Российской Федерации в области образования за научно-практическую разработку «Система развития всероссийских предметных олимпиад школьников, отбора и подготовки национальных сборных команд России на международные олимпиады по физике и математике».
В 2018 г. совместно с преподавателями МФТИ Н.А. Агахановым, Е.Г. Молчановым, И.В. Глуховым и А.Ю. Головко выступил с научно-образовательным проектом "Наука в регионы"

### Книги и брошюры
- Математические олимпиады Московской области : 1993-2002 / Н.Х. Агаханов, О. К. Подлипский. - Москва : Изд-во МФТИ, 2003 (ППП Тип. Наука АИЦ Наука РАН). - 218 с. : ил.; 22 см.; ISBN 5-89155-100-0
  - Математические олимпиады Московской области, 1993-2005 / Н. Х. Агаханов, О. К. Подлипский. - Изд. 2-е испр. и доп. - Москва : Физматкнига, 2006 (М. : Типография "Наука" АИЦ "Наука" РАН). - 310 с. : ил., табл.; 22 см.; ISBN 5-89155-141-1
- Математика. Всероссийские олимпиады. - (сер. "Пять колец").
  - Вып. 1 / Н. Х. Агаханов, Д. А. Терёшин, О. К. Подлипский, П. А. Кожевников, И. И. Богданов. - Москва : Просвещение, 2008. - 192 с.; ISBN 978-5-09-017182-3.
  - Вып. 2 / Н. Х. Агаханов, О. К. Подлипский. - Москва : Просвещение, 2009. - 158 с.; 21 см.; ISBN 978-5-09-018636-0
  - Вып. 3 / Н. Х. Агаханов, О. К. Подлипский, И. С. Рубанов.  – М.: Просвещение, 2011. – 207 с. ISBN 978-5-09-019551-5
  - Вып. 4 / Н. Х. Агаханов, О. К. Подлипский, И. С. Рубанов. - Москва : Просвещение, 2013 (Смоленск : Смоленская обл. типография им. В. И. Смирнова). - 207, [1] с. : ил.; 21 см.; ISBN 978-5-09-022502-1
- Математика. Районные олимпиады. 6-11 классы / Н. Х. Агаханов, О. К. Подлипский. - М. : Просвещение, 2010. - 192 с. : ил., табл.; 22 см. - (Пять колец).; ISBN 978-5-09-018951-4
- Муниципальные олимпиады Московской области по математике : 12+ / Н. Х. Агаханов, О. К. Подлипский. - Москва : Изд-во МЦНМО, 2019. - 395 с. : ил., табл.; 22 см.; ISBN 978-5-4439-1310-0 : 2000 экз.
- Теория и практика работы с математически одарёнными детьми / Н. Х. Агаханов, Т. Ф. Сергеева, О. К. Подлипский. - Москва : Илекса, 2018. - 326 с. : ил., табл.; 21 см.; ISBN 978-5-89237-493-4 : 200 экз.
- Алгебра. 8 класс. Учебник. В 3-х частях. / Людмила Петерсон, Назар Агаханов, Олег Подлипский, Александр Петрович, Марина Рогатова, Борис Трушин. М.: Ювента, 2017. 128 с. Выпуск: 10000. ISBN 9785854296380.
- Петерсон Л. Г., Петрович А. Ю., Подлипский О. К., Агаханов Н. Х. Алгебра. 9 класс. Учебник. В 2-х частях. ФГОС ООО. / ред. Абраров Дмитрий Леонардович. М.: Просвещение/Бином, 2021 г.

### Диссертация
- Подлипский, Олег Константинович. Решение задач классификации при двух оценках по каждому признаку для построения полных баз экспертных знаний : диссертация ... кандидата физико-математических наук : 05.13.18. - Москва, 2005. - 117 с. : ил.[4]

### Статьи
- Его статьи на Math-Net.Ru
- Статьи в РИНЦ.

### Учебные курсы в сети
- Учебные материалы О.К. Подлипского (для студентов) // МФТИ
- Курсы О.К. Подлипского // ЗФТШ МФТИ